# Landsbyer i Danmark
Ved landsbyer forstås i Danmark i almindelighed bebyggelser, hvis indbyggere fortrinsvis ernærer sig ved landbrug og som har mindre end 200 indbyggere (modsat landbrugsbyer, hvis indbyggere fortrinsvis ernærer sig ved landbrug, men som har så mange indbyggere – mere end 200 – at de medregnes blandt de bymæssige bebyggelser).
Geografen Aage Aagesen nævner, at en bebyggelse skal have mindst tre bondegårde for at kunne regnes som en landsby. Ved siden af gårdene kan der tillige forekomme andre bygninger såsom huse (blandt andet smedje), kirke, skole, kro og lignende.

## Landsbyernes mangfoldighed
Landsbyerne i Danmark er ikke ens, hverken med hensyn til størrelse, indre opbygning eller driftsforhold. Uensartetheden i disse forhold må ses i lyset af to ydre forhold: de landskabelige vilkår og besiddelsesforholdene (godsstrukturen).
I landskabelig henseende kan skelnes mellem:
- agerbygder
- skovbygder
- hedebygder
- kystbygder
- marsk

Agerbygderne kendetegnedes ved højt hartkorn i forhold til arealet og stor opdyrkningsgrad. Landskabet overvejende morænesletter med lerbund. Landsbyerne var forholdsvis store, med store gårde, herregårde og forholdsvis mange jordløse huse.
Skovbygderne kendetegnedes ved forholdsvis megen skov (mindst 25% af jorden), der påvirkede driftsforhold og binæringer. Kuperet terræn, blandet jordbund (ler og sand), med enkeltgårde og små landsbyer, forholdsvis små gårde, herregårde i tilknytning til skove, mange huse med jord.
Hedebygder kendetegnedes ved forholdsvis megen hede (mindst 35% af jorden), hvilket påvirkede driftsforholdene. Landskabeligt hedeslette eller bakkeø, sandet jord, vådbundsarealer (kær og moser), med mange enkeltgårde, små landsbyer, små gårde, få og ret små herregårde, mange huse med jord.
Kystbygder udgjordes af de kystnære ejerlav, hvor udnyttelse af havet ved binæringer (fiskeri, skibsfart) spillede en rolle. Landskabet mangesidigt (morænelandskab, hævet havbund eller klit), mange købstæder, store landsbyer og fiskerlejer, små gårde og fiskerhuse, mange hovedgårde.
Marsken kendetegnedes ved et næsten fravær af egentlige landsbyer; enkeltgårde på ophøjede verfter spillede her en hovedrolle.
Besiddelsesforholdene (og i forbindelse hermed godsernes driftsforhold) indvirkede også på landsbyernes forhold. Ikke mindst i det gamle Sønderjylland tegnede der sig fire delområder:
1. marskegnene omfattende øer i Vadehavet, Ejderstedt, Nordstrand, Viding og Bøking herreder samt Hatsted marsk ved Husum helt uden godser,
2. godser på Als og Ærø samt i Sundeved og Angels østlige del, hvor hovedgårdene dækkede 10-30% af arealet, og hvor landgilde og hoveri indgik i indbyrdes afstemt forhold (i lighed med forholdene i de kongerigske dele af landet),
3. godser på gesten, hvor bønderne var fri for hoveri men til gengæld betalte forholdsvis høje landgildeafgifter til godsejerne, som regel i form af pengebeløb, og hvor herregårdsjorden ofte var udstykket og/eller bortforpagtet (på tysk kaldet Rentengrundherrschaft),
4. godser på Svans og i Jernved (tysk: Dänischwohld), hvor herregårdene dækkede over 50% af arealet, og hvor bønderne havde omfattende hoveri men til gengæld ikke ydede landgilde (på tysk kaldet Gutherrschaft og kendt især fra Østeuropa).[5]

## Landsbyerne i dyrkningsfællesskabets tid

### Landsbyernes indre opbygning
Efter deres indre opbygning opdeles landsbyerne i fire grundformer: fortebyer, vejbyer og række- eller randbyer samt i de sydvestjyske marskegne verftslandsbyer. Hvis befolkningen voksede, kunne bebyggelsens form komme under pres. Der kunne da ske et af følgende:
- gårdkløvning, hvorved der kom til at bo to (eller flere) familier pr. gård,
- fortætning på fælles åbne arealer, fx i form af forteklyngebyer,
- nye ejendomme langs landsbyens yderområder, fx som vejklyngebyer,
- udspaltning af aflæggerbebyggelser (såkaldte torper) og -enkeltgårde.

#### Fortebyen
I fortebyen (også kaldet rundbyen og den sluttede by) ligger gårdene omkring en åben plads midt i landsbyen, forten. Forten kunne være kvadratisk, rektangulær eller oval men også nærmest trekantet. Fortelandsbyen var kendetegnet ved, at bebyggelsen omkring det lå mere eller mindre tæt: i nogle tilfælde var gårdene kun adskilte af en smal slippe, i andre kunne der være op til 30-40 m mellem gårdene. I visse tilfælde var gårdene helt sammenbyggede med en fælles længe, fx i Vitved ved Skanderborg. Gårdene lå på hver deres grund, toften eller gårdstedet. Dette særejede jordstykke udgjorde grundlaget for gårdens ret til andel i gårdens agre samt overdrev. Toften var afgrænset både indadtil mod forten og udadtil mod de omgivende marker. På toften fandtes ofte en abildgård og kålgård. Forten var fælles ejendom for alle gårdboere og måtte derfor ikke bebygges. Den synes oprindeligt at have været anvendt til at opbevare landsbyens kvæg om natten og ungkreaturer og mindre husdyr. På forten fandtes ofte landsbyens gadekær, der kunne anvendes såvel til vanding af husdyr som til branddam og vaskested for landsbyens arbejdsredskaber og vogne. På forten fandtes tillige landsbyens bystævne, hvor bønderne traf beslutninger af fælles betydning og fældede domme i interne anliggender i henhold til landsbyens vider og vedtægter. Endvidere anvendtes forten til markering af fælles begivenheder og højtider, fx blev en majstang rejst her. Den del af forten, der lå nærmest gårdene, kaldtes gaden og skulle holdes fri af hensyn til færdslen gennem byen og mellem gården og markerne. Gaden lå således som en lukket ring omkring forten. Undertiden kan forten være delvist bebygget med smedie, skole og lignende, og under visse forhold kunne der ligeledes opføres mindre huse til beboelse, såkaldte gadehuse, hvorved fortebyen kunne videreudvikles til en såkaldt forteklyngeby. Den mest kendte forteklyngeby er Nordby på Samsø.

#### Vejbyen
I vejbyen (også kaldet langbyen) ligger gårdene (og husene) langs bygaden uden dannelse af en forte. Bebyggelsen fremstår som et strengt reguleret anlæg bestående af to parallelle rækker af lige store tofter på hver sin side af gaden. I sådanne landsbyer lå gadekæret som regel mellem to gårde ud til bygaden. Vejbyer kan have tilstødende veje og bebyggelsen kan undertiden have bredt sig langs disse. Gadeforten kunne være 3-500 m lang og afstanden til gårdene på den modsatte side af gaden 80-100 m. Vejbyen var velafgrænset i forhold til de omgivende landskaber og giver ofte indtryk af at være planlagt. For de fleste vejbyer på Falster er det konstateret, at den regulerede form sandsynligvis er sket i forbindelse med en omflytning omkring år 1300, og ligeledes at der er indført solskifte i disse landsbyer. Men foruden disse falsterske vejbyer findes der talrige landsbyer, der som hovedregel udviser en tilsvarende form. I flere tilfælde er der senere sket en bebyggelsesvækst langs landsbyens udfaldsveje, og i sådanne tilfælde kan tales om en vejklyngeby.

#### Randbyen
I række- eller randbyen ligger gårdene ved siden af hinanden i een række. Rækkebyer udvikledes på steder, hvor terrænet gjorde dette til den mest hensigtsmæssige løsning, dels langs åløb, dels i lavereliggende terræn, hvor selv en mindre højdeforskel kunne være afgørende for, om der kunne bygges eller ej samt endelig i skovområder.
Eksempler på sådanne randbebyggelser er Gøttrup i Hanherrederne Sønder Saltum på grænsen mellem moræne og littorinaflade samt Øster og Vester Hjermeslev, Store Pandrup og Alstrup på grænsen mellem yoldia- og littorinaflade, alle i Vendsyssel, men desuden Ballum, Hjemsted, Nørre og Sønder Sejerslev, der alle ligger på gestranden ud mod marsken i Sønderjylland.
Af mere specielle eksempler kan nævnes Storvorde, Mou og Egense, der ligger på gamle krumodder i Littorinahavet i Himmerland, og såkaldte dalspidsbyer, der ligger omkring en mindre erosionsdal, som fra et højere plateau giver et jævnt fald ned mod lavere plateau. Sådanne bebyggelser fandtes blandt andet i Vestjylland, fx Snevre. Både krumoddebyer og dalspidsbyer er bestemte af terrænkurverne, og hvor den første ofte ligger som en dobbelt randbebyggelse på hver sin side af et centralt gadestrøg, har dalspidsbyerne nærmest U-form omkring dalspidsen.
En anden type af rand- eller rækkebebyggelser er knyttede til åløb. Bebyggelsen ligger her mere eller mindre på række under hensyn til de stedlige terrænforhold.
En tredje type af randbebyggelser er de såkaldte skovbyer, hvor gårdene ligger på række med større eller mindre indbyrdes afstand langs en indbyrdes forbindende vej. De er opståede som rydninger i skoven, og gårdene indgår sjældent i et dyrkningsfællesskab. Som eksempel på en skov-rækkeby kan nævnes Tværskov i Vigerslev Sogn på Fyn.

#### Verftslandsbyer
Verftslandsbyer, der kun fandtes i Vadehavet, kendetegnes ved, at bebyggelsen ligger samlet på en forhøjning, et verft, med de omgivende marker beliggende lavere og derfor udsat for tidevandets oversvømmelse. Efter deres form skelnes mellem runde landsbyer og gadelandsbyer.
Ved siden af disse grundformer fandtes et antal overgangsformer, dels mere uregelmæssigt formede byer, hvor landskabet havde påvirket udformningen, dels videreudviklede bebyggelser, hvor grundformen ligger skjult som en kerne.
Til landsbyen hørte de omgivende jorder, der blev udnyttet i omdriften dels som agerjord, dels i form af eng, krat, skov og overdrev; tilsammen udgjorde disse landsbyens ejerlav.

### Landsbyernes beliggenhedsvalg
To forhold gjorde sig gældende ved landsbyernes beliggenhed, dels adgangen til de ressourcer, som landbrugerne havde brug for: vand, dyrkningsbar agerjord, eng til høslet, træ til byggemateriale og brændsel, dels det forhold, at bønderne i ældre tid kun var i stand til at opdyrke jorden i 800-1000 meters afstand fra byen. Mange steder ligger landsbyerne derfor med indbyrdes afstande på 1,6-2,5 km.

### Landsbyernes antal og geografiske fordeling
Det er ud fra oplysninger indsamlet til matriklen 1688 opgjort, at der 1682 i Kongeriget Danmark fandtes i alt 58.174 bondegårde fordelt på 5.087 landsbyer (tallet omfatter ikke Bornholm og Hertugdømmerne, der ikke indgik i matriklen). Den geografiske fordeling på de datidige amter var:
| Amt           | Antal landsbyer | Amt         | Antal landsbyer | Amt            | Antal landsbyer | Amt                          | Antal landsbyer |
| ------------- | --------------- | ----------- | --------------- | -------------- | --------------- | ---------------------------- | --------------- |
| København     | 107             | Dragsholm   | 76              | Tranekær       | 64              | Kalø                         | 221             |
| Hørsholm      | 31              | Sæbygård    | 63              | Nykøbing       | 107             | Skanderborg                  | 164             |
| Frederiksborg | 75              | Holbæk      | 126             | Halstedkloster | 122             | Åkær                         | 47              |
| Kronborg      | 83              | Tryggevælde | 129             | Ålholm         | 116             | Dronningborg                 | 194             |
| Roskilde      | 126             | Vordingborg | 166             | Riberhus       | 175             | Mariager                     | 40              |
| Jægerspris    | 24              | Møn         | 48              | Haderslev      | (ikke medtaget) | Silkeborg                    | 110             |
| Ringsted      | 65              | Nyborg      | 211             | Koldinghus     | 230             | Skivehus                     | 110             |
| Sorø          | 42              | Odensegård  | 147             | Lundenæs       | 204             | Hald                         | 146             |
| Antvorskov    | 73              | Rugård      | 70              | Bøvling        | 158             | Ålborghus                    | 232             |
| Korsør        | 88              | Assens      | 68              | Havreballegård | 78              | Åstrup, Børglum og Sejlstrup | 330             |
| Kalundborg    | 66              | Hindsgavl   | 70              | Stjernholm     | 91              | Dueholm, Ørum og Vestervig   | 205             |

Landsbyen var således den altdominerende bebyggelsesform overalt i landet. Kun på Bornholm og Læsø fandtes der ingen landsbyer, og i de vestjyske hedeegne, i Vendsyssel, i Himmerland samt i visse særligt bakkede områder på Djursland og på Syd- og Vestfyn, og i skovområder i Nordøstsjælland og spredt ud over Midt- og Sydsjælland fandtes visse indslag af enkeltgårdsbebyggelse.

### Landsbyernes størrelse
Man kan skelne mellem to måder at måle en landsbys størrelse på: dels ved antallet af gårde i landsbyen, dels ved dens værdisættelse i hartkorn, det vil sige ydeevne.
Mindstegrænsen for landsbyer var tre gårde, men langt de fleste landsbyer havde dog flere. Af 617 landsbyer på Fyn i 1682 havde 236 3-7 gårde, 206 havde 8-15 gårde, 122 havde 16-24 gårde, og 53 havde 25-60 gårde. Tilsvarende uligheder gjorde sig gældende med hensyn til hartkornsansættelsen. Det kan imidlertid fastslås, at ved værdiansættelsen af landsbyer ved opmålingen til matriklen 1688 udviste landets østlige egne (øerne bortset fra Nordøstsjælland og visse dele af Sydfyn og Vestfyn samt Østjylland i et bælte fra Kolding til Rougsø) de højeste hartkornsansættelser for de samlede landsbyer fulgt af Salling, Mors og Østthy, dernæst Nordøstsjælland, så Vendsyssel og Himmerland og med de laveste ansættelser de vestjyske hedeegne, hvilket fortrinsvis afspejlede jordbundsforholdene og dermed jordens ydeevne således, at lerjorde havde de højeste ansættelser, fulgt af lerblandede sandjorder, dernæst udtalte sandjorder (og med flyvesandsområder og lignende lavest).

### Landsbyernes driftsforhold
Landsbyernes beliggenhed i landskabet og udformningen af deres ejerlav var betinget af driftsmåden.

#### Vangebruget
Danmarks landbrug i landsbyfællesskabets tid, fra begyndelsen af middelalderen til landboreformerne i slutningen af 1700-tallet, var overalt en blanding af agerbrug og kvægavl men med store forskelle fra egn til egn i den vægt disse to grene af landbruget havde. Enhver bondes helt grundlæggende opgave var at sikre den daglige forsyning af fødevarer til familiens eget forbrug, til såsæd og til dækning af ydelser som landgilde, tiende og skatter samt til salg for at kunne købe de mest nødvendige fornødenheder som salt, tekstiler og jern.
Da agerbruget næsten udelukkende bestod af dyrkning af korn, var bønderne stillet over for to grundlæggende betingelser for driften, som var indbyrdes forbundne:
- at sikre agerjordens vedvarende ydeevne,
- at opretholde en passende stor kvægbestand.

Til løsningen af det første problem havde bønderne tre midler:
- de kunne tilføre agerjorden næringsstoffer i form af gødning,
- de kunne sørge for, at den enkelte jordlod blev besået med ulige kornarter de enkelte år (sædskifte), og
- de kunne indrette dyrkningen således, at det enkelte jordstykke skiftevis blev dyrket og hvilede, det vil sige henlå en tid ubesået. Dette kaldes rotationen og angives ved en brøk, hvor tælleren betegner det antal år, hvor jorden var besået, mens nævneren angiver det antal år, hvor jorden hvilede eller lå brak.

Nødvendigheden af at anvende disse midler afhang af jordens egen frugtbarhed eller bonitet, og jordens struktur, men udpining af jorden kunne modvirkes blandt andet ved et stort kvæghold eller hvis der var andre gødningsmidler som tang. Modsat kunne arealet af den dyrkede jord være så lille i forhold til den befolkning, der skulle brødføde sig ved landbruget, at det var nødvendigt at beså al dyrkningsjorden hvert år, også selvom dette måske ikke var hensigtsmæssigt.
Løsningen på det andet problem var ligeså vigtigt som det første, for et kvæghold af en vis størrelse var nødvendigt af tre årsager:
- kvægholdet var en hensigtsmæssig måde at sikre gødning til agerjorden på,
- kvægholdet sikrede bonden den fornødne trækkraft til landbrugsarbejde og anden transport,
- kvægholdet sikrede bondens familie et tillæg til plantekosten i form af kød, mælk, smør, ost, æg og lignende foruden, at det ofte indgik som en del af de afgifter, som bonden skulle svare jordejeren (fx landgildesmør), ligesom husdyrholdet var en forudsætning for udførelsen af pligtarbejder (hoveri og ægter).

Opretholdelse af kvægbestanden forudsatte dels, at der var tilstrækkelig græsning om sommeren, dels at der kunne høstes så meget hø -på engene-, at man kunne klare staldfodring af kvæget om vinteren. Sommergræsningen kunne ske dels på de hvilende marker, dels på arealer uden for den dyrkede jord: fælleder og overdrev. I de mest opdyrkede egne var der imidlertid så lidt overdrev tilbage, at bønderne udelukkende havde græsning på den hvilende agerjord.
Det areal, som årligt kunne besås med korn, beroede i vid udstrækning på den gødningsmængde, der var til rådighed. Helt frem til begyndelsen af 1700-tallet var det fortrinsvis kvægholdet, der leverede denne gødning og hvis størrelse derfor afgjorde hvor stor, denne gødningsmængde var. Derfor var mulighederne for udvidelse af det dyrkede areal små. Hvis bønderne inddrog nye, uopdyrkede arealer til dyrkning, betød det, at græsningsarealerne mindskedes, hvilket indebar, at antallet af kreaturer, der kunne fodres ved græsning, måtte reduceres, men derved faldt tillige den mængde foder, der var til rådighed til vinterfodring, hvorved kvægets ydeevne med hensyn til mælk og gødning mindskedes. Dette indebar atter, at kun en mindre del af agerjorden kunne gødes tilstrækkeligt godt, hvorfor jordens ydeevne faldt. Denne sluttede kreds indebar således, at landbruget måtte tilpasses til at give størst muligt vedvarende udbytte på de givne vilkår. Dette indebar næsten overalt i landets østlige del, at man indrettede sig med et vangebrug, hvor en del af bymarken hvert år lå brak for at hvile sig fra udpining og få tilført gødning fra græssende husdyr.
Tilpasningen til de stedlige landskabs- og jordbundsforhold indebar, at jordbruget vekslede fra egn til egn og fra sted til sted, selv over korte afstande. Eksempelvis på "heden" vest for København forekom fortrinsvis to driftsformer, endda indenfor et og samme sogn, således i Glostrup sogn havde Ejby, Glostrup og Hvessinge landsbyer trevangsbrug, Avedøre som andre landsbyer ud mod Køge Bugt tovangsbrug.
Hver gård bestod af en tofte i landsbyen, hvorpå gården var bygget og i tilknytning hertil en abild- og kålgård, desuden en række agre fordelt rundt i bymarken, hvorpå dyrkedes korn, samt andel i fælleden (som kunne være fælles for flere landsbyer) uden for bymarken, og i skove, som forsynede landsbyboerne med brændsel, gærdsel, tømmer og olden til svinene.
Toften udgjorde grundlaget for den enkelte gårds brugsandel af landsbyens ressourcer, idet landskabslovene fastslog, at som tofterne i byen var fordelt, skulle markjorden fordeles. På toften lå foruden gårdens bygninger tillige kålgård eller abildgård, hvor der dyrkedes grøntsager henholdsvis frugt.
I vangebrugene var bymarken, det vil sige den dyrkede agerjord, opdelt i et antal vange, der hver for sig var indhegnet med gærder eller af grøfter, volde eller diger af jord eller sted, og hver vang var enten besået eller lå i fælled, det vil sige lå hen som græsningsareal. Vangene var inddelt i åse eller fald, der var den grundlæggende enhed i agerbruget. Trevangsbruget var kendetegnet af tre, store, indhegnede vange med en treårig rotation byg-rug-fælled. Tovangsbruget var kendetegnet af en opdeling af bymarken i to halvdele med lige mange års brug og hvile, det vil sige en toårig rotation byg-fælled.
Bredden af den enkelte ager var oftest 8-12 meter, hvilket hang sammen med teknikken at pløje dem op i rygge. Agrenes hvælvede form fremkom ved, at man med hjulfjælsploven år efter år vendte furerne ind mod agrenes midte, indtil denne havde nået en tilpas hvælvet form med god overfladedræning. Datidens agre var fulde af små vandhuller og vandfyldte lavninger, engdrag og sumpede steder. Ved at pløje agrene op i rygge kunne fugtighedsproblemerne afhjælpes samtidig med, at man fik samlet muldjorden på agrenes ryg. De ryggede agre gav kun halv afgrøde: i tørre år stod kornet på ryggen slet, og i våde år ødelagdes kornet på agrenes sider ned mod renderne. For datidens bønder var det afgørende imidlertid, at det gav størst mulig dyrkningssikkerhed, idet der var udbytte både i våde og i tørre år, hvorved faren for fuldstændig misvækst og dermed hungersnød var mindst mulig.
Ulempen ved, at alle gårde i landsbyen skulle have andel i alle marker, og at de enkelte gårdes jordtilliggender derved kom til at ligge spredt, mindskedes ved, at agrene havde en størrelse nogenlunde svarende til et dagsværk. Et plovspand kunne overkomme 3–4.000 m² om dagen. Var ageren således 12 m bred, burde agerens længde være 250–300 m. Agrenes langstrakte form gjorde hjulploven til et egnet redskab ved pløjningen, da den kun skulle vendes ved agrenes ender, og den langstrakte form indebar, at man ved fastsættelsen af de enkelte gårdes agre kunne nøjes med at udmåle agrenes bredde.
Overdrevets betydning bestod i, at det – sammen med den vang, der lå fælled – sikrede kvæget dets græsning fra foråret (slutningen af maj) over sommeren til efteråret (midten af oktober), det vil sige knap halvdelen af året. Da kreaturer kræver store fodermængder, måtte de samlede græsningsarealer være endog meget store.
Engenes og mosernes betydning bestod foruden græsning hovedsagelig i deres udnyttelse til høslet og dermed sikringen af foder til kvæget, når det om vinteren stod i stalden. Netop vinterfodringen var kvægholdets alvorligste spørgsmål, der afgjorde kvægholdets størrelse og dermed tillige den mængde gødning, som kvæget kunne yde til markerne.
Skove og krat ydede olden til svinene. Oldensæsonen begyndte i oktober, når bog og agern faldt af træerne, og varede til de var spist op.
Opstaldningen af kvæget havde en særegen driftsmæssig betydning. Mens kvæget stod i stalden, ydede det store mængder af komøg, der indeholdt vigtige næringsstoffer (kalium, fosfat og – mindre udtalt – kvælstof), og som derfor blev samlet, kørt på møddingen og derfra til rette tid kørt ud på de dyrkede marker, hvor det udgjorde et tiltrængt tilskud til jordens genforsyning med de indeholdte næringsstoffer og dermed fremmede kornets ydeevne.

#### Dyrkningsfællesskabet
En følge af driftsformen med vangebrug var, at landbrugsjorden måtte dyrkes af bønderne i landsbyen indenfor rammerne af en form for dyrkningsfællesskab. Dette dyrkningsfællesskab bestod fortrinsvis i fælles ret til udnyttelse af ressourcerne uden for bymarken: græsning på overdrevet, tørveskær, høslet, skove og gærdselsskove med mere samt i en fælles samordning af markarbejdet og græsningen på agerjorden i bymarken. Da agrene til hver gård var under dyrkning på den enkelte bondes ansvar og risiko og med hans egne redskaber og trækdyr, og disse agre lå spredt ud over bymarken, krævede det en høj grad af samtidighed i de enkelte dyrkningsindgreb og en ensartethed i udnyttelsen af de enkelte marker. Dette indebar atter enighed og faste regler for aftaler om forhold af fælles betydning, hvilke foruden de landbrugsmæssige bestemmelser også omfattede andre sociale og retslige bestemmelser, som i løbet af 1600- og 1700-årene blev nedskrevet i form af landsbyvedtægter eller vider.
Landsbyvedtægterne fastsatte regler om, at ingen måtte indhegne sin jord med mindre samtlige bymænd havde givet deres samtykke dertil.
Ligeledes fastsatte landsbyvedtægterne regler om, at det var en fælles pligt for alle bymændene at hjælpe en anden bymand, der på grund af sygdom eller fattigdom ikke kunne få udført det helt nødvendige markarbejde, fx hjemkørsel af høsten. Ligeledes var det en pligt at hjælpe folk, hvis gård brændte. Efterhånden blev det en af oldermandens pligter, eventuelt sammen med 4 mand, at syne byens gårde og især deres skorstene og bageovne for brandfarlige mangler.
I landsbyer med vangebrug var det en fast bestemmelse, at gærderne om bygmarken skulle være lukkede til Valborgsdag eller Voldermisse (1. maj), og at disse gærder skulle blive stående indtil Mikkelsdag (29. september), medmindre kornet var blevet høstet og kørt ind forinden. Hver bymand skulle være ansvarlig for en bestemt andel af gærdet svarende til hans "bymål" eller anpart af byens jord og øvrige ressourcer. På tilsvarende måde skulle gærderne om rugvangen være i orden inden Mortensdag (11 november) således, at rugsæden kunne spire inden, at frosten kom, i fred for kreaturerne.
Gærderne bestod normalt af to parallelle rækker af stave, hvorimellem man anbragte ris af tjørn eller grene. Efterhånden, som risene rådnede eller blev brugt til brændsel, måtte man lægge nye ovenpå de gamle.
Vigtigt var det, at alle såede og høstede nogenlunde samtidigt. Dette var nødvendigt, fordi netop disse arbejder betød, at både mennesker og dyr næsten uvægerligt kom til at træde ind på naboens agre. Man kunne naturligvis ikke sikre, at alle blev færdige på samme tid, men det lå fast, at ingen måtte begynde på disse arbejder, før det var besluttet på bystævnet. Desuden kunne dyrene ikke udnytte stubmarksgræsningen, før alle havde indhøstet, og det var derfor også nødvendigt at sætte faste tidsfrister for hvor længe, selve høsten måtte vare. Overskred en bonde disse frister, måtte han "tage skade for hjemgæld", det vil sige, at det var på hans eget ansvar, at kreaturerne blev sluppet ud på den afhøstede vang ved, at "gærdet eller ævred blev opgivet".
Den omtalte anpart i landsbyens rettigheder og pligter tilkom normalt kun gårdmændene eller granderne uanset, om de var ejere eller fæstere, ligesom de var de eneste, der kunne træffe lovlige beslutninger, når de var forsamlede til grande- eller bystævne under oldermandens ledelse. Uden for fællesskabet men underkastet dettes beslutninger stod de jordløse landsbyboere: husmænd, inderster, tjenestefolk, aftægtsfolk, fattige, børn og unge samt alle kvinder med undtagelse af enker, der havde overtaget fæstet på gården efter manden.
Ordningen med vedtægter og bystævne indebar, at landsbyernes beboere så vidt muligt kunne løse indre tvister uden nogen indblanding fra hverken domstole eller andre myndigheder. Gårdmændene forsamlede til bystævne kunne virke som domstol og idømme folk straffe, hvis de havde overtrådt samfundets love eller landsbyens skrevne eller uskrevne regler, oftest som bøder i form af øl.

## Landsbyernes alder og historie
Spørgsmålet om landsbyernes alder lader sig opdele i to:
1. hvor gammel er landsbyen som bebyggelsesform?
2. hvor gamle er de nuværende landsbyer?

Svaret på det første spørgsmål beror på hvorledes man vælger af betragte landsbyen som bebyggelsesform. I tidsrummet fra landbrugets indførelse til bronzealderen synes landsbyerne i betydningen fællesbebyggelse for flere husstande at udgøres af langhuse, opdelte i flere enheder. Fra overgangen til keltisk jernalder (førromersk jernalder), 500 f.Kr., optræder imidlertid landsbyer bestående af flere, selvstændige, enlængede bygninger langt i to rækker langs en "landsbygade". Disse jernalderlanghuse var oftest 4–5 m brede og 15–20 m lange. Langhusene var som regel klart opdelte i to dele, en beboelsesdel og en stalddel med båse. Sådanne tidlige landsbyer af flere bygninger kendes blandt andet fra Skørbæk hede i Himmerland. Hvis man vælger den klassiske bestemmelse af landsbyen, bliver det altså fra dette tidspunkt, at landsbyens oprindelse stammer.
Svaret på det andet spørgsmål er, at de nuværende landsbyer først har fundet deres nuværende beliggenhed ved overgangen mellem vikingetid og middelalder, det vil sige 1025 e.Kr. ± 75 år, idet der synes at være en "overgangstid". Forud for den stedfaste landsby gik en tid, hvor landsbyen med mellemrum blev flyttet fra et sted til et andet inden for et forholdsvis afgrænset område – man taler om "vandrende landsbyer".

### Vandrende landsbyer
Helt op til overgangen mellem vikingetid og middelalderen var landsbyerne kendetegnede ved, at de lå på et givet sted i mellem 75 og 300 år, hvorefter landsbyen blev nedlagt og flyttet til et nærliggende sted – ofte et tidligere dyrket område – mens det gamle landsbyområde blev inddraget til dyrkning. En sådan udvikling, hvor en og samme landsby er blevet flyttet blot nogle få hundrede meter pr. gang med ulige mellemrum, er blandt andet påvist i Vorbasse og Hodde. Det kan konstateres, at der sideløbende med disse omflytninger er sket forandringer i gårdenes egenart således, at disse på den ene side er blevet stadigt større, på den anden side har fået sidehuse, ligesom et fælles hegn omkring hele landsbyen med tiden er blevet afløst af særskilte indhegninger omkring de enkelte gårdenheder.
Det hører med til billedet, at man har set landsbyernes flytninger som en integreret del af driftsmåden: driftsmåden forud for vangebruget indebar en gradvis udpining af den dyrkede jord samtidig med, at affald fra landsbyen gjorde den jord, landsbyen lå på, velgødet. Ved at flytte landsbyen fra dens hidtidige beliggenhed til den udpinede jord opnåede man den dobbelte fordel at "genopbygge" næringsværdien i den udpinte jord på samme tid som man kunne opnå størst mulig nytte af den gødningstilførsel, den gamle bebyggelse havde ligget på.

### Landsbyen bliver stedfast
Det forholdsvis korte åremål, inden for hvilket landsbyerne øjensynligt blev stedfaste, har givet anledning til overvejelser om årsagen eller årsagerne til, at dette skete. Blandt de årsager, der oftest fremhæves, må nævnes tre:
1. opførelsen af kirker, idet kirken og den tilhørende kirkegård med ibrugtagelsen til kirkelige formål var forvandlet til "hellig jord" og derfor ikke blot kunne flyttes,[51]
2. ibrugtagningen af hjulploven[52]
3. overgangen fra et tidligere driftsystem til vangebrug[53]

Blandt de synspunkter, der har været fremført, er blandt andet det, at den sidste flytning, landsbyerne gennemlevede, var en udtrykkelig bevidst flytning, der blandt andet skabte en gennemreguleret landsby, og hvor beliggenheden af den faste (uflyttelige) landsby skulle være sket under hensyn til den nye driftsmåde, vangebruget. Det har vist sig, at omkring halvdelen af de fynske landsbyer er beliggende omtrent midt i ejerlavet, det vil sige med vange omkring sig i alle retninger, mens den anden halvdel ligger i udkanten af deres ejerlav med alle vangene til den ene side og som regel en eng til den anden. Det har derfor været overvejet, om disse beliggenheder af landsbyerne er sket for at opnå den bedst mulige agerdyrkning. En anden og ligeså nærliggende mulighed er imidlertid, at vangebrugets gennemførelse skete under hensyn til de bedste driftsmæssige muligheder uden, at der derfor skete nogen landsbyomflytning. Dette ville forklare, at vangebruget som dyrkningsmåde er indført overalt på samme tid, men hvor landsbyernes forudgående, seneste flytning faldt forskelligt fra landsby til landsby.

### Torp-tiden 1000-1300
Det har længe været erkendt, at næppe alle landsbyer var af samme alder. Især har man hæftet sig ved de vidnesbyrd, som kunne knyttes til landsbyernes navne, i særdeleshed navneendelserne. Nogle forhold har været påpeget som beviser for forskellig alder:
- navneendelsernes forekomst: en del navneendelser forekommer i de områder, hvor vikingerne oprettede egne bebyggelser (Danelagen, Normandiet), andre ikke. Man har derfor ment at kunne udskille tre grupper af navneendelser:

1. de, som var i brug i vikingetiden, og som disse tog med sig og anvendte i det fremmede,
2. de, som ikke ses at have været i brug i vikingetiden og hvis øvrige sproglige indhold antydede, at de stammede fra tiden forud for vikingetiden, og
3. de, som ikke ses at have været i brug i vikingetiden og hvis øvrige sproglige indhold antydede, at de stammede fra tiden efter vikingetiden.[56]

- den indbyrdes beliggenhed at landsbyer i samme sogn, idet man har hæftet sig ved, at visse landsbyer synes at have været større og haft en mere central beliggenhed i sognet, andre derimod mindre og med en mere perifer beliggenhed.[57]
- hartkornsværdierne 1682 for landsbyer med ulige navneendelser, idet man har hæftet sig ved, at værdisættelsen af landsbyer med visse navneendelser var påfaldende meget større end landsbyer med andre navneendelser.
- forekomsten af vidnedsbyrd fra ulige forhistoriske perioder i omegnen af landsbyer med givne navneendelser, idet der for visse navneendelsers vedkommende synes at være en tydelig sammenhæng.[58]

Alle de anførte undersøgelser har peget på, at landsbyer med navneendelser på -torp (-rup, -drup, -strup), -rød, -tved, -køb med flere var yngre end vikingetiden. Da disse navneendelser indholdsmæssigt henviser til udflytning og nyrydninger, har man sat dem i forbindelse med en ekspansionsfase i begyndelsen af middelalderen, hvor de gamle landsbyer angiveligt var blevet så store, at de ikke hensigtsmæssigt kunne rumme befolkningsvæksten, hvorfor en opdeling af landsbyen med tilhørende udflytninger i nye bebyggelser måtte være mere bedre løsning.

### Ødegårdskrisen 1300-1500
I 1347-1350 blev Vesteuropa ramt af en byldepest-epidemi: den sorte død. Nye epidemier fulgte 1361, 1369 og 1374. Pestens hærgen medførte voldsomme stigninger i antallet af dødfald. Følgen blev, at et stort antal gårde, måske hver femte, stod øde henimod slutningen af 1300-tallet, selvom der var store forskelle i ødegårdsandelen fra egn til egn og fra sted til sted. Et stort antal udflytterbebyggelser blev atter opgivet, hvad enten det nu var fordi udflytterne selv døde, eller fordi udflytterne måtte flytte tilbage til de gamle adelbyer for at erstatte de bortrevne gårdbrugere i disse. Mindre gårdbrug blev sammenlagte til større. Man har opdelt de nedlagte landsbyer i tre grupper:
1. landsbyer, der blev lagt øde, og hvis agerjorder enten kom til at henligge som overdrev eller sprang i skov,
2. landsbyer, der blev lagt øde, og hvis agerjorder overvejende fortsat blev dyrkede – af nabobebyggelser,
3. landsbyer, der blev opgivne i forbindelse med indflytning (tilbageflytning) til større nabolandsbyer.

Uanset hvilken følge, pesten havde på landsbybebyggelsen de enkelte steder, var virkningen i alle tilfælde en samling af landbrugerne i færre, men større landsbyer. Tydeligvis var det især de mindre udflytterbebyggelser, der atter blev nedlagt. Skønt disse antalsmæssigt kan have udgjort mellem en fjerdedel og en femtedel af alle bebyggelser forud for pestens hærgen, var deres andel af den samlede, dyrkede jord langt mindre, måske omkring en tiendedel.
Omfanget skiftede også med tiden. Undersøgelser har for Danmarks vedkommende vist disse hovedtræk i forløbet:
| År        | Andel øde (%) |
| --------- | ------------- |
| 1361-1380 | 10,6          |
| 1381-1400 | 15,7          |
| 1401-1420 | 26,0          |
| 1421-1440 | 17,4          |
| 1441-1460 | 8,0           |

Ødegårdsandelen nåede således et højdepunkt i begyndelsen af 1400-tallet. Fra omkring midten af 1400-tallet vendte udviklingen til fornyet fremgang.

### Genrejsningen
Henimod slutningen af 1400-tallet og begyndelsen af 1500-tallet skete der en fornyet bebyggelsesfremgang, hvor blandt andet skovegne og tidligere ubeboede småøer blev inddragne til de nye bebyggelser. I skovegne fik fremkomsten af nye landbrugsbebyggelser dog præg af enestegårde snarere end landsbyer. For kystegnenes vedkommende skete fremgangen dels i form af vækst i eksisterende kystlandsbyer, dels i form af nye kystbebyggelser. Således blev Falsled ved Helnæs (Fyn) formentlig anlagt i de sidste årtier af 1400-tallet. I 1494 bestod den af 7 gårde. Også til de tidligere ubeboede småøer i det sydfynske øhav bredte bebyggelsen sig, formentlig i form af landbrug i kombination med fiskeri. Omkring 1500 var udviklingen nået så vidt, at nye sogne blev oprettede: 1518 Strynø og kort tid efter Avernakø, Drejø og Lyø. Derimod synes de gamle "slettebygder" ikke at have været udsat for fornyet fremgang.

### Gods og landsby, 1500-1780
Fra 1500-årene frem til udskiftningen var landsbyernes udvikling prægede af forholdet til den herregård eller hovedgård, hvorunder de hørte.
Hovedgårdenes forhold til de landsbyer og fæstegårde, der hørte under dem, var prægede af mange, til dels modsat rettede hensyn: på den ene side måtte godsejeren være interesseret i at opnå størst mulige ydelser fra fæsterne – landgilde såvel som hoveri. På den anden side måtte kravene om ydelser ikke blive større end, at det var muligt at finde en bonde, der var villig til at fæste gården og efterfølgende i stand til at opfylde sine forpligtelser. Godsejeren kunne ønske at lægge mest mulig jord ind under hovedgårdsdriften, blandt andet ved at nedlægge gårde og måske hele landsbyer, men gik man for vidt, faldt værdien af det udbytte, man kunne hente fra de nye hovedgårdsjorder mere end, hvad der kunne være opnået ved at bevare overkommelige ydelser for opretholdte bøndergårde. Tilsvarende kunne en flytning af landsbyerne fra yderige til magre jorder ødelægge det udbytte, hovedgården tidligere havde kunnet høste.
Et andet spørgsmål var egalisering af landsbyer, det vil sige omfordeling af jorderne mellem gårdene således, at alle gårde i landsbyen ydede det samme landgilde. Sådanne målsætninger modvirkedes af ulige forhold så som de enkelte gårdfæsteres dygtighed og driftighed, nyopdyrkninger, uens ejere til gårde i samme landsby og lignende.
Et tredje spørgsmål var beliggenheden af fæstegods under hovedgårdene. Egentlig måtte det være ønskeligt, at fæstegodset lå så tæt på hovedgården som muligt, men dette modvirkedes af arvedelinger, hvor samlede godsenheder blev delt mellem de ulige arvinger. Det var derfor en vedholdende opgave for godsejerne ved mageskifter at søge at genvinde de ved arvedelinger splittede godsområder.
Endelig blev hovedgårdsejerne inddraget i flere sider af den offentlige embedsførelse for det område, det lå i, lige fra inddragelse af skatter og ekstraskatter (og ansvar for mangler, forsømmelser og restancer) over udskrivninger af mandskab til landmilitsen, bestyrer ved skiftesager, til ansvar for embedsudøvelsen ved retssager (ved birkeretten). Derved kom godsejeren/forvalteren ofte til at sidde i en yderst ubehagelig stilling med forpligtelser og ansvar over for staten, og dette måtte lægge en dæmper på den hårdhed, hvormed de drog frem. Da mange af godsejerne havde bundet deres værdier i godset og ikke havde egentlige formuer at trække på i hårde tider (og dem var der altid nok af: misvækst, epidemier i kvægbesætningerne, sygdomsepidemier, krige, brande og meget andet) foruden de spændinger, der kunne opstå (og derfor altid opstod) i forhold til de undergivne, var det i virkeligheden en blandet fornøjelse at være jorddrot, og en del kom da også frygteligt galt af sted.

#### Sønderjylland
For Sønderjyllands vedkommende var størstedelen af det adelige gods endnu ved middelalderens slutning strøgods: brogede ejendomsforhold med et mylder af talrige små junkergårde, der oftest tilhørte den sønderjydske adel, sjældnere de indvandrede holstenske ridderslægter, forekom i Haderslev amt, på Als og i Sundeved. I løbet af det 16. århundrede skete en fra syd kommende bevægelse i retning af godssamling og storgodsdrift, som skulle afløse denne hidtidige tingenes tilstand i den nordlige del af Sønderjylland – ikke takket være adelen, men takket være landsherrerne. Ved Frederik 2.s køb, mageskifter og nedlæggelser af bøndergårde dannedes et vidtstrakt krongodsområde i Haderslev amt; imidlertid standsede udviklingen i retning af stordrift i amtet allerede en menneskealder senere, og de kongelige gårde blev bortforpagtede. Af blivende betydning blev stordriften derimod i Sundeved og på Als, hvorfra Hans den Yngre ved sine godskøb fortrængte både den sønderjyske og den indvandrede holstenske adel. Mens holstenerne søgte andetsteds hen, forsvandt de sønderjyske (danske) herremandsslægter med enkelte undtagelser eller sank ned i bondestanden som ofre for kapitalens sejr i landbruget, lige som lidt senere den nørrejyske lavadel. En medvirkende årsag har sikkert været tidens gængse arvedeling — og den dermed følgende splittelse af godset. Eksempelvis blev Refsø, som ejedes af slægten Emmiksen, i 1537 delt mellem to brødre og en søster og derefter i næste slægtled mellem disses seks arvinger, som snart efter solgte deres arveandele til kongen. Ikke mindre end 37 herregårde forsvandt alene i Haderslev Amt, overvejende i løbet af det 16. og 17. århundrede.
Anderledes blev udviklingen i landet mellem Ejderen og Dannevirke, Dänischwohld, Svansen og dele af Angel, hvor holstensk adel fra det oprindelig vagriske Østholsten allerede i løbet af det 14. og 15. århundrede var indvandret og havde skabt sammenhængende adelige storgodsdistrikter. Adelens fæstegods i Sydslesvig lå overvejende samlet om hovedgården allerede ved Reformationen. I storgodsets spor fulgte i det 16. Aarhundrede stordriften. Adelen var tillige ved handel og søfart i stand til at tjene endog store formuer, som atter øgedes ved udlån til fyrster og stæder og ikke mindst til standsfæller i kongeriget. Den holstenske godsejer, der udførte sit korn til fremmede havne, genoptog en tradition fra den romerske oldtid og blev hermed i stand til at sikre et fast, økonomisk grundlag for det holstenske ridderskabs politiske og sociale magtstilling.
Hovednerven i de holstenske godsejeres økonomiske fremdrift var stordriftens gennemførelse i Østholsten og Sydøstslesvig, hvor bøndergårde og endda hele landsbyer blev nedlagte og deres jorder blev lagt ind under herregårdens tilliggende. På de derved skabte vidtstrakte hovmarker indførtes i det 17. århundrede en ny driftsform: kobbelbruget. Takket være dette og mejeridriften, som i århundredets anden halvdel begyndte at fortrænge studeopdrætningen, nåede storgodsdriften i disse egne en forholdsvis høj udvikling. Medvirkende hertil var det 16. århundredes store prisstigning, især på korn, samtidig med det middelalderlige krigsvæsens forfald. Denne udvikling skulle senere, efter landboreformerne få indflydelse også på udviklingen i de kongerigske dele, men da på en ganske anden og langt bredere social basis.

### Udskiftningen af landsbyerne
Landsbyfællesskabet havde haft sin tid. I anden halvdel af 1700-tallet blev det i stigende grad klart for datidens kloge, at landsbyfællesskabet ikke længere kunne opfylde tidens behov:
- for staten var det uholdbart, at der sad et mellemled mellem den og landets største befolkningsgrupper,
- for godsejerne blev det klart, at de ved salg til selveje kunne opnå større og sikrere indtægter end ved fæsteordningen (derimod ville de gerne beholde hoveriet),
- for gårdbrugerne var det ønskeligt, at de ved selveje (eller i det mindste arvefæste) og samling af driftsjorden på eet sted kunne opnå de fordele, der var knyttet til driftighed og virke,
- for landbrugsøkonomien var fordelene ved at satse på større udbytter mere værdifuldt end den tidligere satsen på små, men sikre udbytter,
- nye driftsformer og afgrøder gjorde det gamle vangebrug uegnet.

Det eneste, der manglede, var en iværksætter og viden om hvordan, man skulle opnå resultater. Allerede 1762 begyndte man at sælge det gamle krongods. Ud fra ønsket om at sikre undersåtterne, bønderne, "frihed og ejendom" blev store dele af det fynske og det jyske krongods solgt til bønderne selv. I de første salg havde kronen ladet henimod halvdelen af købesummen blive stående i gårdene som en prioritet, der skulle afdrages og forrentes. Det viste sig imidlertid, at mange af de nye selvejere havde overvurderet egne muligheder og ikke kunne betale. Ved salgene af krongodserne på Falster og i Sydsjælland forsøgte man sig derfor med at sælge driftsklare hovedgårde med tilhørende hoveripligtigt fæstegods. De nye ejere købte deres nye gods dyrt og forsøgte gennem øget hoveri at få erstatning for deres udgifter. Et mere forbilledligt tiltag skete på de nordsjællandske krongodser, hvor Rentekammeret i midten af 1770'erne forestod en omfattende udskiftning af landsbyfællesskabernes jorder og en udflytning af en del af gårdene, alt i god forståelse med bønderne og under disses medvirken. Kronen på værket indtrådte den 15. august 1788, da 14 nordsjællandske bønder fra krongodset i Frederiksborg Slots gård fik overdraget arvefæsteskøde på den jord de drev. Dermed havde styret vist offentligheden et forbillede for den vej, man ønskede at gå. Ved denne lejlighed holdt Rentekammerets leder, grev Christian Ditlev Reventlow en tale, der sluttede med at bede Gud om at "gøre disse bønder til et eksempel for Danmark, som af deres brødre vil følges, og gøre den i fordums tid miskendte bondestand til et arbejdsomt, et lykkeligt og kækt folk, af hvis velstand alle andre stænder vil tage deres udspring, på hvis troskab og mod kongen kan lide, som på det sikreste værn". Det lykkedes over alle forventninger.
Det styre, der var kommet til magten ved regeringsforandringen 14. april 1784, havde egentlig ikke haft noget program men det fandt hurtigt sig selv i landbospørgsmålene: man lod nedsætte en kommission – Den Store Landbokommission – med både tilhængere og modstandere af reformer til at skabe en afvejet løsning, og den 8. juni 1787 kunne Christian den 7 underskrive to forordninger, der bestemte,
- at uvildigt syn ved indgåelse og afståelse af fæste herefter skulle være bondens ret og godsejerens pligt,
- at en fæstebonde ikke kunne sættes fra sin gård uden en retskendelse, og
- at træhest, hundehul og halsjern herefter var forbudt.

Samtidig indskærpedes imidlertid bondens pligt til at vise godsejeren den hørighed og lydighed, som han havde lovet i sit fæstebrev – samt at deltage i udflytning, hvis godsejeren krævede det.
Med et slag var retssikkerheden forøget, og en skjult støtte til udskiftning af landsbyer og udflytning af gårde givet. Dette blev fulgt op ved en forordning af 15. juni 1792 hvor der åbnedes mulighed for, at godsejeren kunne pålægge sine bønder en årlig rentebyrde på 4% af den sum, han havde bekostet på udskiftning og udflytning. Dermed blev godsejeren økonomisk interesseret i at få landsbyerne udskiftet. Det virkede: det gik stærkt med udskiftningerne i disse år. Ved århundredeskiftet (1800) var langt hovedparten af Danmarks landsbyer allerede udskiftede.
Den 20. juni 1788 underskreves forordningen om ophævelse af stavnsbåndet for alle under 14 og over 36 år og med en afviklingstid således, at det blev ophævet for alle den 1. januar 1800. Samtidig overgik udskrivningen af soldater fra godsejerne til statslige sessioner.
Med dygtighed, god situationsfornemmelse og tæft for hvad, der var gennemførligt, lykkedes det styret på forholdsvis få år at ændre betingelserne for landets vigtigste næringsvej på en måde, som savner sidestykke. Allerede i det tidlige forår 1791 tog en kreds af fremtrædende københavnske borgere og embedsmænd et initiativ til at rejse et monument "til erindring om de landsfaderlige velgerninger, Hans Majestæt i vore dage har bevist den hæderlige bondestand". Initiativet blev vel modtaget; pengene strømmede ind, og allerede den 31. juli 1792 kunne grundstensnedlæggelsen finde sted. Det er i virkeligheden den endegyldige dom dels over landsbyfællesskabet, dels over det styre der tog skridt til at afvikle det.
Som et led i udskiftningen af landsbyerne blev bøndergårde flyttet ud, hvis deres jordtilliggende kom til at ligge i et område der ikke stødte op til den gamle landsby. I begyndelsen af 1800-tallet søgtes lavet en oversigt over omfanget af sådanne udflytninger. For Frederiksborg og Kronborg amters vedkommende, der omfattede meget krongods, var i årene 1785-1789 udskiftet 113 landsbyer og herfra udflyttet 423 gårde og 257 huse. For 22 sjællandske godser, hvor udskiftningen da var afsluttet, blev det opgjort, at af i alt 1675 gårde var 799 udflyttede svarende til knap halvdelen. For Fyns vedkommende blev af i alt 7214 gårde udflyttet 1195 svarende til en sjettedel. For Ålborg amt i Jylland var af i alt 3061 gårde udflyttet 556 svarende til mellem en femtedel og en sjettedel, for Ribe amt af i alt 3001 gårde var 590 udflyttede svarende til en femtedel, for Vejle amt var af i alt 2452 gårde 545 udflyttede svarende til mellem en fjerdedel og en femtedel, for Århus amt var af 3873 gårde 450 udflyttede, svarende til knapt en ottendedel. Vel betød udskiftningen langt fra landsbyens opløsning som bebyggelsesform men nok en ganske så stor spredning i gårdenes beliggenhed i forhold til tidligere.

### Efter landboreformerne
I forbindelse med og efter landboreformerne skete der ofte mærkbare forandringer i landsbyernes forhold. For det første indebar landboreformerne ofte en udflytning af et større eller mindre antal af landsbyens gårde. I stedet blev der ofte på den tidligere gårds plads opført huse, ligesom gårdmænd lod opføre lejehuse. Virkningen var, at husenes andel af den samlede bebyggelse i landsbyerne voksede. I 1814 vedtoges folkeskoleloven, og en af virkningerne heraf var, at folkeskoler bredte sig over hele landet og da oftest i de gamle landsbyer.
For det andet fik landsbyerne voksende indslag af især håndværkere (senere tillige handlende). Landbefolkningen var i stærk fremgang i 1800-tallet, og en stor del af denne skyldtes fremgang i håndværksstanden, idet husmænd ofte fandt fordele ved at have et håndværk som hoved- eller i det mindste binæringsvej. Allerede i 1840 boede mere end halvdelen af alle landets håndværkere i landdistrikterne, hvor de udgjorde omkring en sjettedel af den samlede befolkning.
Samtidig med og efter næringsfrihedens indførelse 1857 bredte købmænd, kroer, fabriksvirksomhed men også folkehøjskoler sig i landsbyerne, og fra slutningen af 1800-tallet og op i 1900-tallet fulgte stadig flere håndværkere, andelsmejerier, forsamlingshuse, missionshuse, brugsforeninger, fattiggårde, sparekasser, møller med mere efter. Som eksempler på denne udvikling nævnes Holbæk i Holbæk sogn, Rougsø herred, der omkring 1900 havde kirke, præstegård, skole, fattiggård, andelsmejeri, købmandshandler og telefonstation, Kare med skole og købmandshandel, i nabosognet Ørsted kan nævnes Hevring med skole og forsamlingshus, Bode med skole, Hollandsbjerg med skole og forsamlingshus. Udviklingen har givet anledning til udtryk som "mejeriby" og "andelsby".
Udviklingen holdt sig til omkring 1960, hvorefter stadig flere af disse tillægstjenester atter forsvandt i takt med den fremadskridende bilisme, ligesom driftsudviklingen bevirkede sammenlægninger af landbrug, hvorved en del af de gamle gårde overgik til boliger for pendlere eller blev rammer om ikke-landbrugsmæssig virksomhed. Mange steder blev tidligere agerjorder udstykkede til boligformål og landsbyen opslugt af en fremadskridende byudvikling. Flere landsbyer har fået indslag af boliger eller industrivirksomhed men i øvrigt bevaret deres præg af velafgrænsede bebyggelser. Om og i hvilken form de gamle landsbyer overlever udviklingen beror i dag helt på landbrugs-, byplan- og fredningslovgivningen og den måde, disse love forvaltes på.